# Noyer de Mandchourie
Juglans mandshurica
Pour les articles homonymes, voir Noyer et Mandchourie.
Espèce
Classification APG II (2003)
Le noyer de Mandchourie,, Juglans mandshurica, (chinois simplifié : 胡桃楸) est un arbre à feuilles caduques, de la famille des Juglandaceae. Originaire de l'Asie orientale (Chine, Extrême-Orient russe, Corée du Nord et Corée du Sud), il atteint environ 25 m de hauteur.

## Description
Cette espèce est décrite pour la première fois par le botaniste russe Carl Johann Maximowicz dans le Bulletin de la Classe physico-mathématique de l'Académie impériale des sciences de Saint-Pétersbourg, publié en 1856. 
Les feuilles sont alternes, longues de 40 à 90 cm, imparipennées, comportant de 7 à 19 folioles de 6 à 17 cm de longueur et de 2 à 7,5 cm de largeur (marge dentelée ou serrulée, apex acuminé). Les fleurs mâles forment des chatons retombants de 9 à 40 cm de long, les fleurs femelles pollinisées par le vent (avril-mai) sont terminales, en épis de 4 à 10 fleurs, mûrissant de août à octobre en noix de 3 à 7,5 cm par 3 à 5 cm comportant un brou densément pubescent à poils glandulaires et une coquille très épaisse.
L'arbre est remarquablement rustique (jusqu'à au moins −45 °C), a une saison de croissance relativement courte par rapport aux autres noyers, pousse rapidement et est cultivé comme plante ornementale dans les régions tempérées plus froides de l'hémisphère nord (il pousse de manière satisfaisante même à Edmonton, en Alberta, au Canada). Les cerneaux des noix sont comestibles, mais petits et difficiles à extraire. Le bois est en utilisé, mais il est moins précieux que celui du noyer commun ou du noyer noir.
Le noyer de Mandchourie contient et dégage des quantités bien moindres de composés allélopathiques (comme la juglone) que d'autres espèces courantes de noyers et provoque généralement peu d'effets allélopathiques significatifs en culture.
Juglans cathayensis, caractérisé par des folioles tomenteuses, produisant plus de fleurs par épi et poussant au sud du fleuve Jaune a parfois été reconnu comme une espèce distincte de Juglans mandshurica.
Le noyer du Japon, Juglans ailantifolia (japonais : オニグルミ), est répertorié par certaines sources sous le nom de Juglans mandshurica var. sachalinensis.

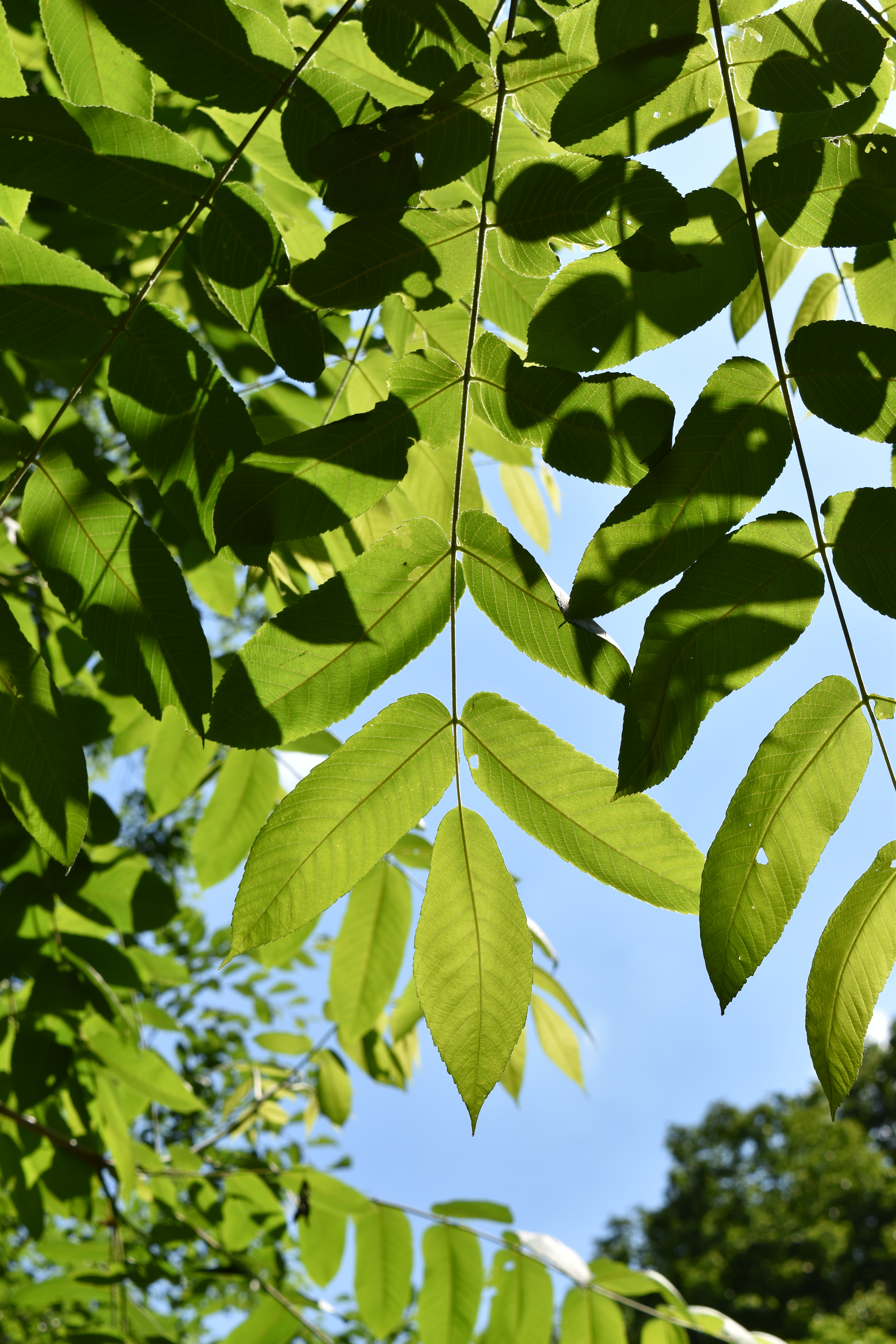
Feuilles de Juglans mandshurica
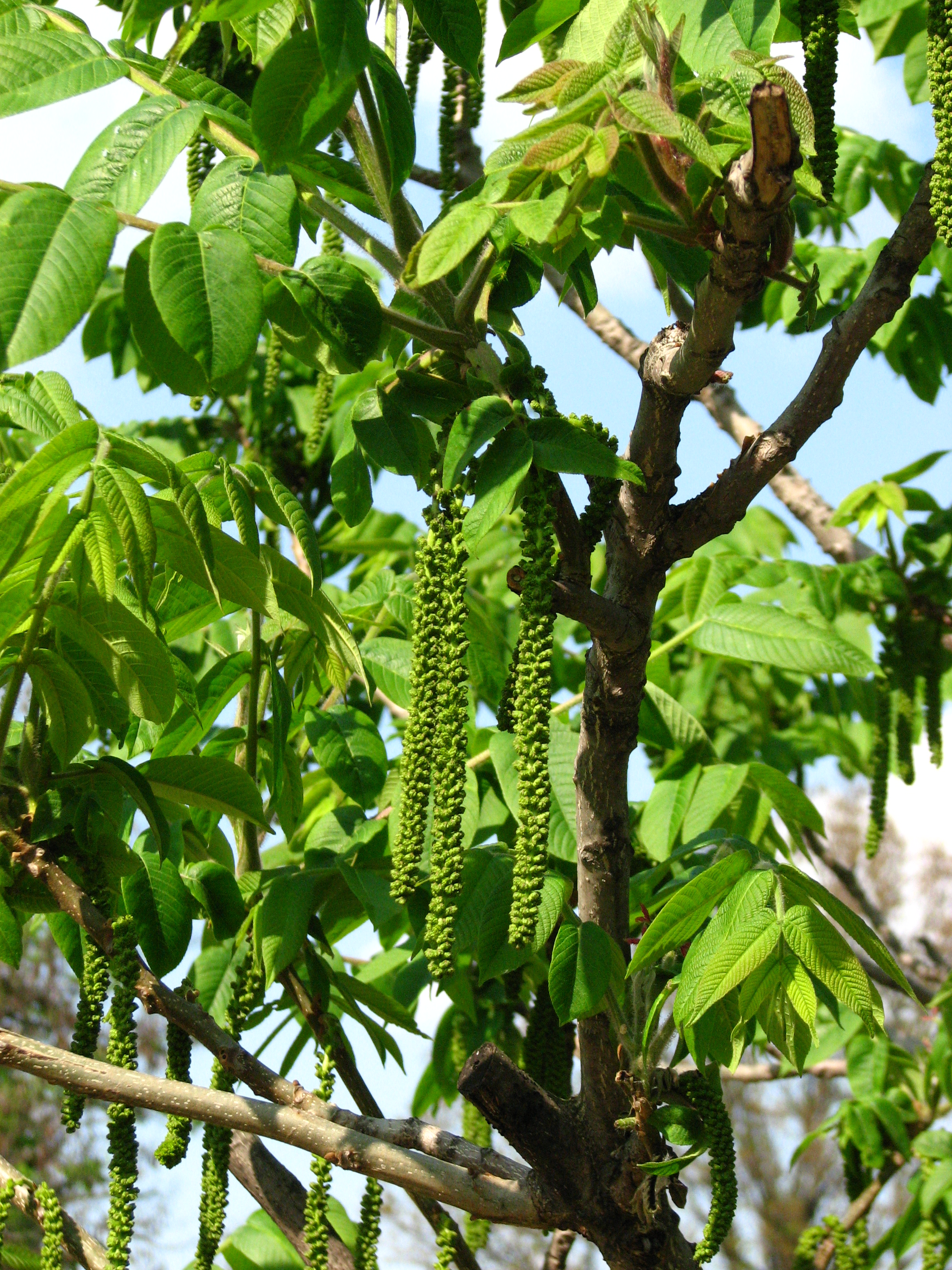
Fleurs mâles de Juglans mandshurica
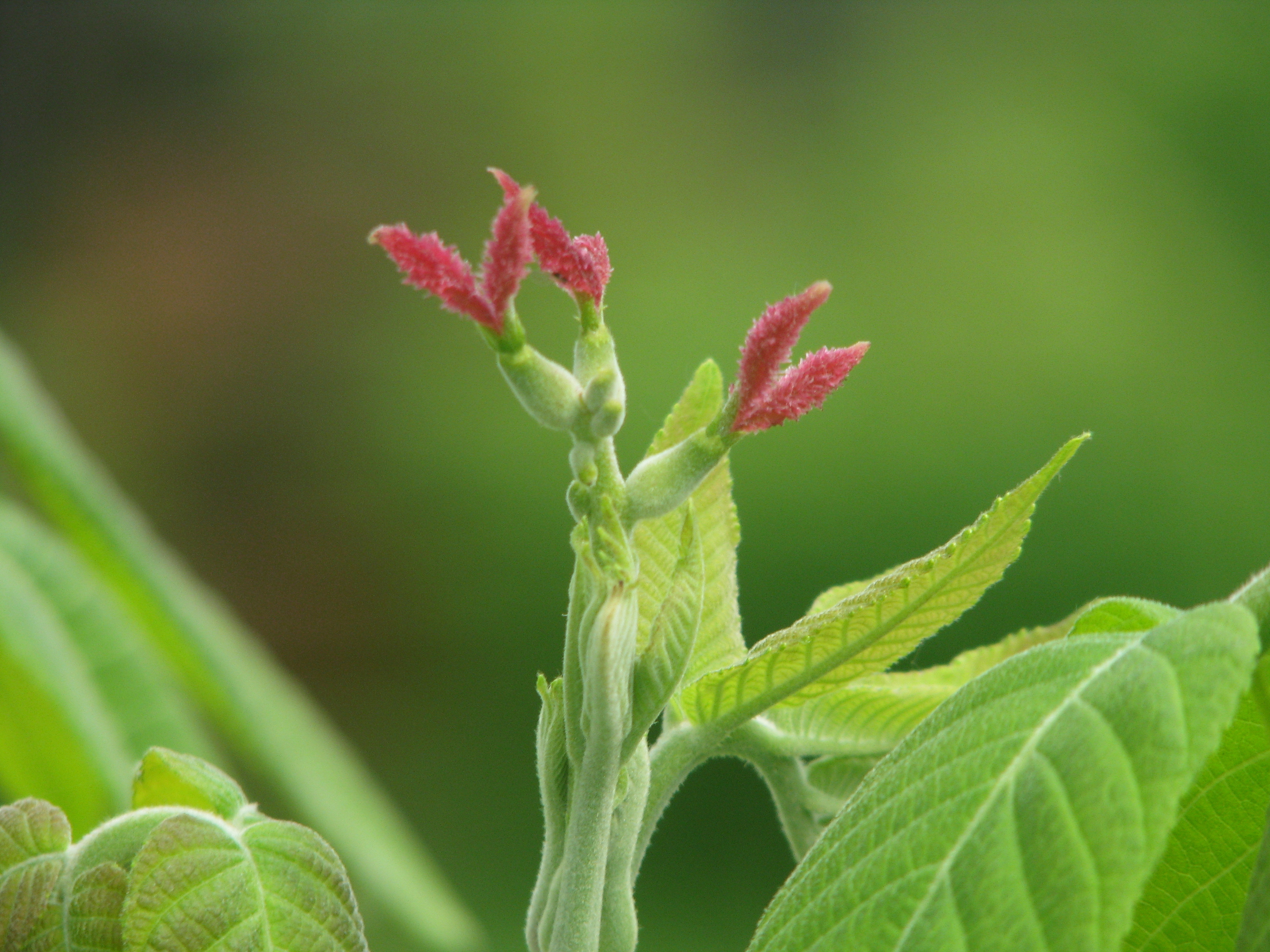
Fleurs femelles de Juglans mandshurica
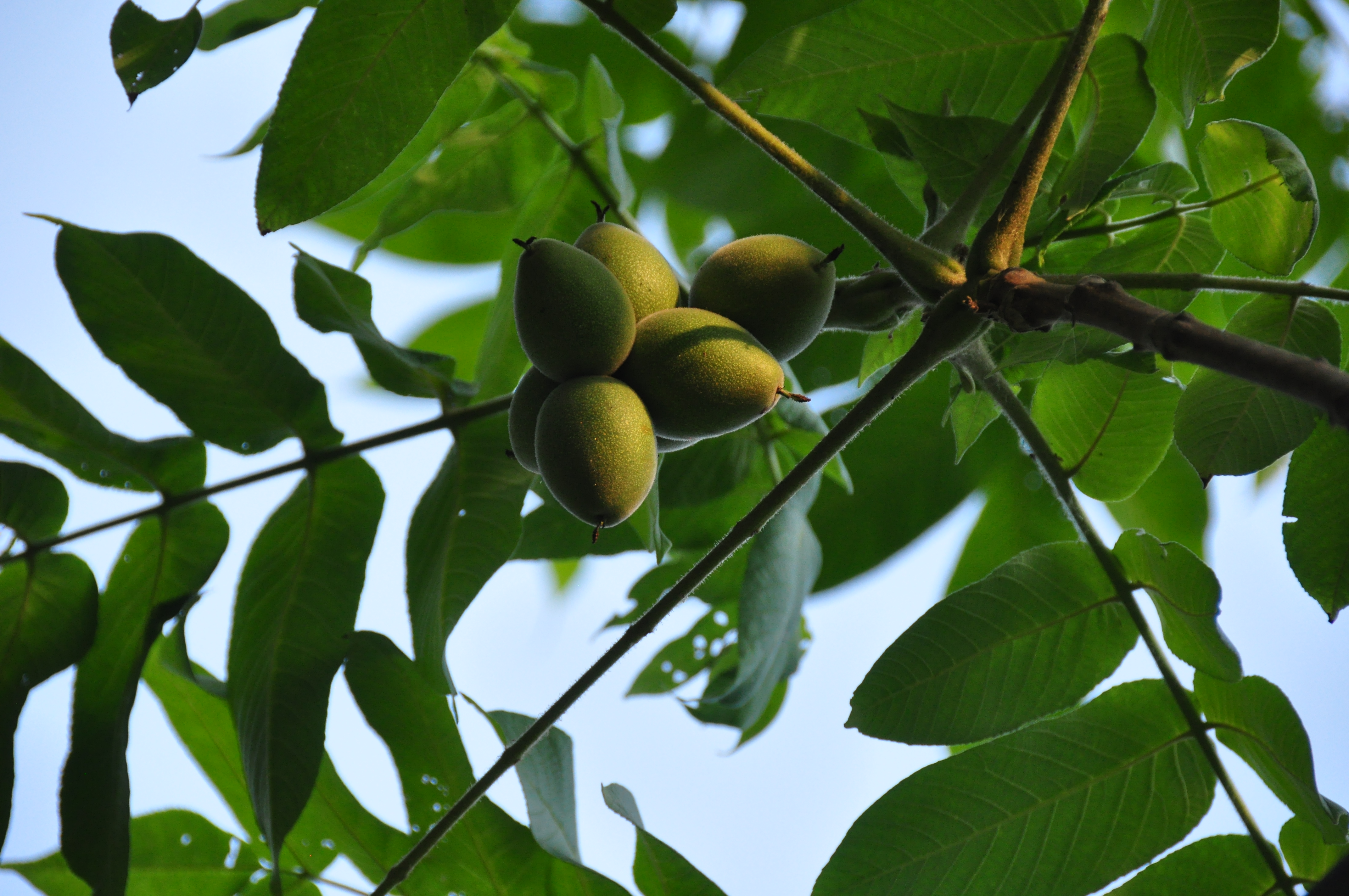
Fruits de Juglans mandshurica
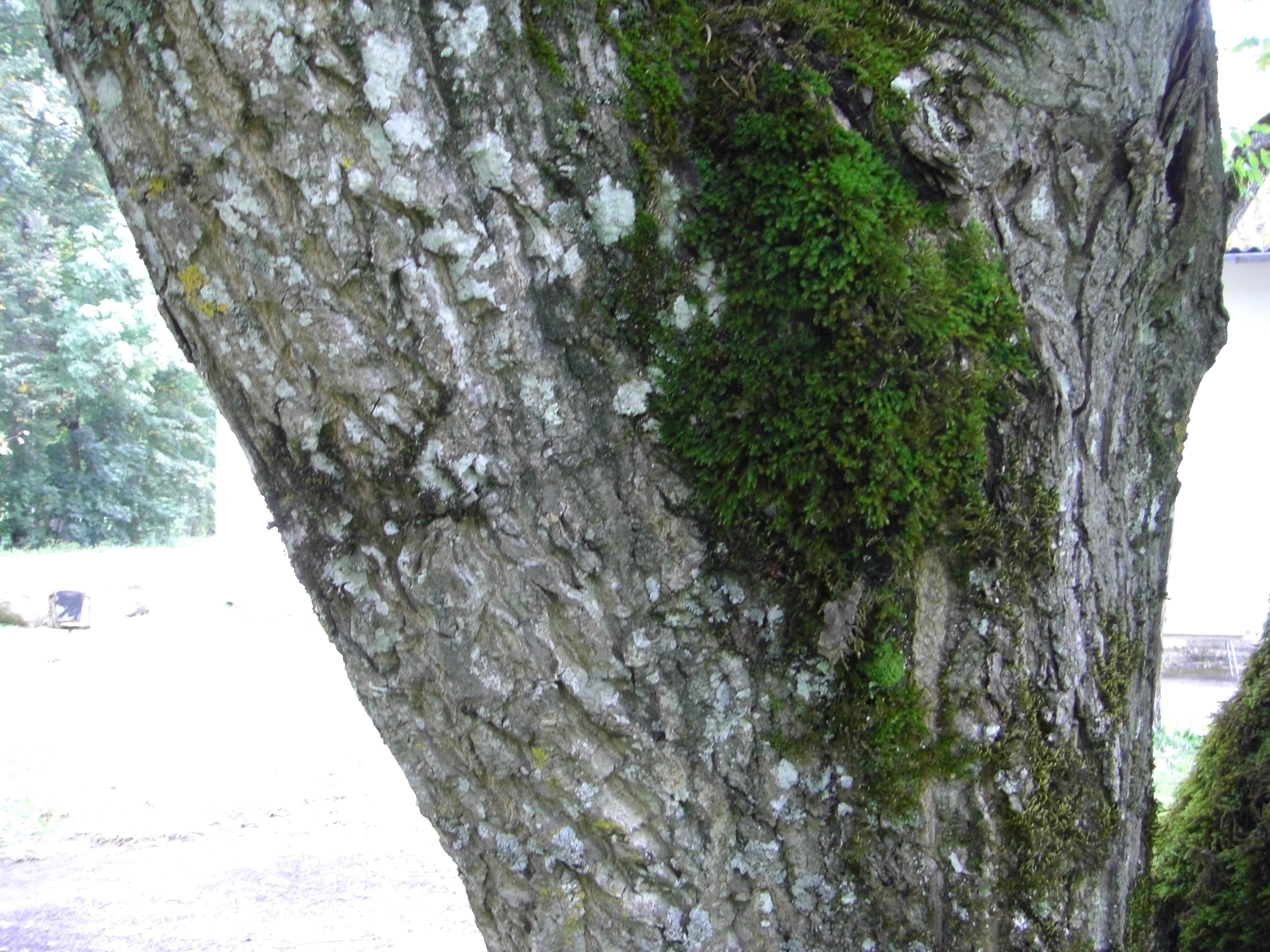
Tronc de Juglans mandshurica

## Synonymie
Juglans mandshurica a pour synonymes :
- Juglans ailanthoides var. cordiformis (Maxim.) Rehder
- Juglans cathayensis Dode
- Juglans cathayensis var. formosana (Hayata) A.M.Lu & R.H.Chang
- Juglans collapsa Dode
- Juglans cordiformis Maxim.
- Juglans draconis Dode
- Juglans draconis subsp. formosana (Hayata) A.M.Lu & R.H.Chang
- Juglans draconis var. formosana (Hayata) A.M.Lu & R.H.Chang
- Juglans formosana Hayata
- Juglans mandshurica f. sieboldiana (Makino) Kitam.
- Juglans mandshurica f. sieboldiana (Makino) M.Kim, 2017
- Juglans mandshurica f. stenocarpa Uyeki
- Juglans mandshurica var. sieboldiana Makino
- Juglans mandshurica var. stenocarpa (Maxim.) Nakai
- Juglans sieboldiana Maxim.
- Juglans stenocarpa Maxim.